# 武宁村 (周田镇)
武宁村（潮拼:BhuLeng Village），是广东省惠来县周田镇辖下的一个行政村。位于粤东沿海地区，处于仙庵镇与周田镇的交界处。与仙庵镇京陇村、口埔村；周田镇仙家村、下埔村、狮石村、象岗村相邻。总人口约2,300余人，村址驻武宁新村。居民讲潮州话，现有胡、林、廖、陈四大宗族。全村基本以农业为主。

## 历史沿革
因该村地处粤东沿海，常有海盗侵掠，先民“以武宁乡”，故名。据1980年代于村东村民宅基地发掘出南宋时期“武宁铺”石碑一座（现存放于真武寺），为有据可考的名称来源。迄今为止已有近千年历史。
武宁自古隶属潮州府，系潮州府潮阳县大坭都（现惠来县靖海镇）辖地，未设置建制前，为“武宁驿”，系连接南海郡与潮州府的交通驿站之一。后始设置“武宁里”。明嘉靖三年（1524年），析潮阳县大坭都、酉头都、惠来都、海丰县隆井都之一半置惠来县，归属惠来县，1958年撤消惠来县建制，武宁村归属潮阳县，1961年3月恢复惠来县建制，归属惠来县至今。1980年代，析武宁村之一半置“仙家村”，现辖区包括武宁上围、下围及新村三部。

## 气候
武宁全境位于北回归线以南，属亚热带湿润性气候，日照充足，雨量充沛，终年无雪少霜。因地处粤东南沿海，夏秋两季常受强热带风暴袭击。

## 自然资源
武宁适宜种植水稻及多种经济作物。

## 交通
深汕高速公路跨境而过，有武（宁）锡（溪）公路连接省道葵和公路。每天8:00，14:00有班车往返武宁-惠城

## 名胜古迹
有真武寺、光华古寺、武宁石桥、风狮爷等名胜古迹。
【真武寺】供奉玄天上帝、华光大帝、元帅老爷、珍珠娘娘。
【光华古寺】始建于清朝年间。
【惠来武宁石桥】在惠来县周田镇东武宁村附近。元至元五年（１３３９）僧竹林建。桥长１９．５米，宽２．９米，由花岗岩石板筑成。文革时期土地改革已被平整为田地。
【风狮爷】风狮爷，又称风狮、石狮爷、石狮公，日本、琉球、台湾等地设立在建物的门或屋顶、村落的高台等处的狮子像，用来替人、家宅、村落避邪镇煞。其造型推测是由庙宇门口的石狮形象演变而来，狮子为百兽之王，狮子的形象被用作辟邪招福的辟邪物。原位于村东林场，现迁到村东与口埔村交界处。

## 民俗
信仰道教、佛教，每年农历正月十五，有游神传统，为全村最盛大的庆典，期间有“潮州大锣鼓”、“标旗”等巡游活动。